# Объёмное регулирование гидропривода
Объёмное регулирование гидропривода — способ регулирования скорости движения штока гидроцилиндра или частоты вращения вала гидромотора (или угловой скорости вала поворотного гидродвигателя) за счёт изменения рабочего объёма гидравлических машин.
Возможны два принципиально разных варианта объёмного регулирования:
- за счёт изменения рабочего объёма насоса,
- за счёт изменения рабочего объёма гидродвигателя,

а также возможно сочетание в себе обоих указанных вариантов.
В качестве регулируемых объёмных гидромашин как правило используются аксиально-плунжерные и радиально-плунжерные гидромашины. Реже применяются пластинчатые гидромашины.
В сравнении с дроссельным регулированием гидропривода, при объёмном регулировании лучше регулировочные характеристики (зависимость скорости движения выходного звена гидродвигателя от нагрузки), выше КПД гидропривода и меньше энергетические потери.
Поскольку регулируемые объёмные гидромашины достаточно дороги, то объёмное регулирование применяется в гидроприводах большой мощности, а также в гидроприводах, имеющих длительное время работы и малое время простоя.